# Fridericia isseli
Fridericia isseli är en ringmaskart som beskrevs av Rota 1994. Fridericia isseli ingår i släktet Fridericia, och familjen småringmaskar. Arten är reproducerande i Sverige.